# Gunnhild Sundli
Gunnhild Eide Sundli, née le 2 juillet 1985, est une artiste norvégienne. Musicienne et comédienne, elle est surtout connue comme chanteuse du groupe Gåte. Gunnhild Sundli est la sœur du musicien et entrepreneur Sveinung Sundli.

## Biographie

### Jeunesse et famille
Gunnhild Sundli naît et grandit dans une famille de musiciens d'Orkdal,. Elle commence à chanter à l'âge de 9 ans. Avec le temps, son répertoire alterne entre musique classique et jazz. Elle obtient son diplôme de scansion norvégienne traditionnelle (kveding) de l'école secondaire Heimdal.
À l'âge de 13 ans, Gunnhild Sundli chante dans des caves les compositions que son grand frère Sveinung Sundli travaille et répète avec ses amis musiciens. jusqu'au jour où ils se font remarquer par des producteurs en assurant la première partie d'un groupe suédois. C'est la naissance du groupe Gåte,.
Gunnhild Sundli a deux filles, la première est née en mars 2014, et la seconde en mai 2019.

## Gåte

### Formation

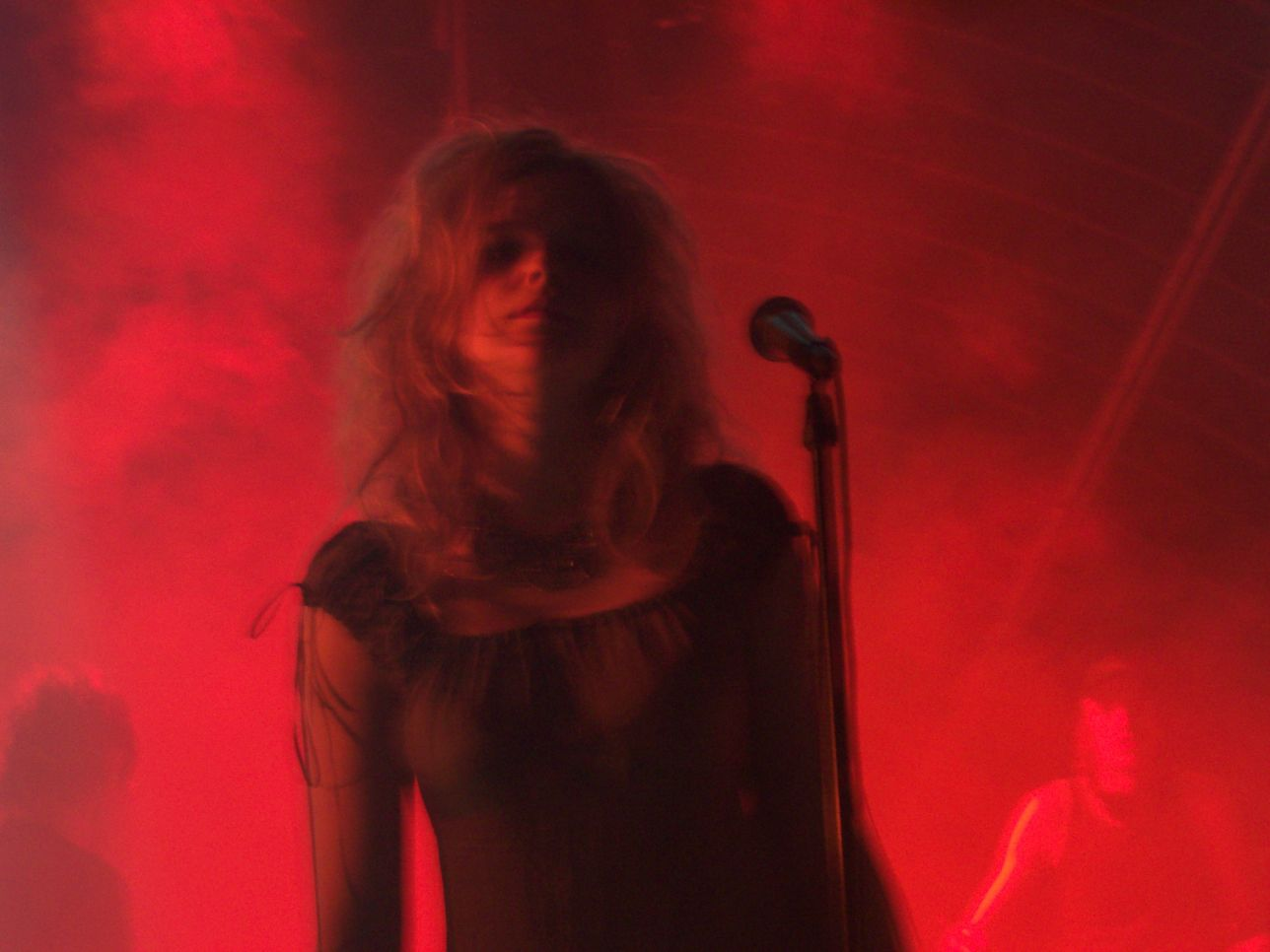
Gunnhild Sundli en 2005

En 1999, Gåte est lancé. Gunnhild Sundli assure le chant et parfois l'adaptation de poèmes tandis que son grand frère Sveinung Sundli s'occupe de la composition, tout en jouant du violon traditionnel et du synthétiseur accompagné de Martin Langlie (percussions), Gjermund Landrø (basse) et Magnus Børmark (guitares électriques). Le groupe reprend des chants traditionnels norvégiens et y introduit des sons rock et électro. Gåte se produit en première partie d'un groupe suédois, Garmarna, et leur prestation sur scène se fait remarquer dans la salle par des personnes influentes du milieu musical.

### Publications et distinctions
Les jeunes de Trondheim sortent leur premier EP en 2002, et deviennent très populaires en quelques années ; une notoriété qui débordent les frontières norvégiennes,,.
L'album Jygri (2002) reçoit le prix Spellemann de l'année 2002. Iselilja (2004) entre à la troisième place du classement VG-lista. Le single Sjå attende, (« tourne-toi et regarde ») de 2004 et les EP Gåte, paru en 2002, et Statt opp (Maggeduliadei) (« Debout, Maggeduliadeï »), paru en 2003, se classent tous dans le top 10 des ventes norvégiennes.

### Le concert d'adieu de Gåte (2005)

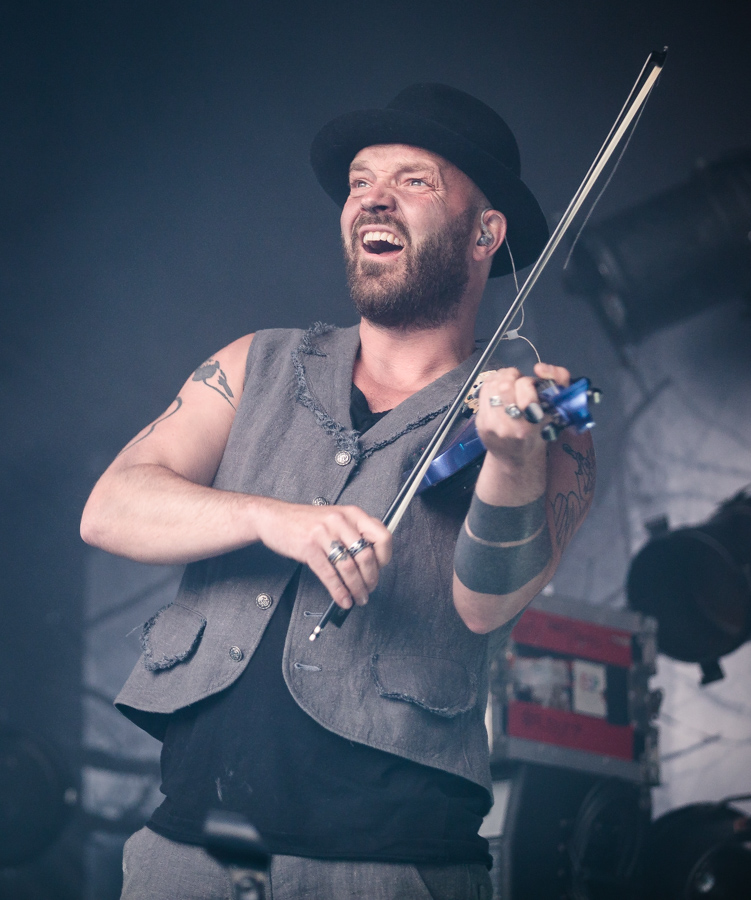
Son grand frère, Sveinung Sundli sur scène en 2018

En 2004, Gunnhild Sundli, exprime des envies de théâtre et souhaite se consacrer à une carrière de comédienne. Gåte se sépare et donne un concert d'adieu au réveillon du nouvel an 2005. L'année suivante, voulus par la maison de production, le DVD du concert et l'album Liva voient le jour. Gunnhild Sundli passe alors des scènes de concert aux planches de théâtre.
Gunnhild Sundli déclare à la presse : « Grunnen til at jeg sluttet i Gåte var at jeg ville finne ut hva jeg jeg ville med livet mitt. Jeg var so ung då Gåte startet, jeg fikk aldi antending til a tenke over hva jeg hadde lyst til. » (« La véritable raison de mon départ de Gåte, c'est que je souhaitais découvrir quelle l'orientation prendre pour l'avenir. J'étais si jeune quand Gåte a commencé ; j'étais toujours dans la réflexion de savoir quoi faire de ma vie. »)
En 2013, la chanteuse renoue brièvement avec le chemin des studios d'enregistrement avec un album solo, Tankerop,?. En 2015, elle récidive en enregistrant un chant de Noël en duo avec Aasmund Nordstoga, Sæle Jolekveld,

### Le grand retour de Gâte (2017)

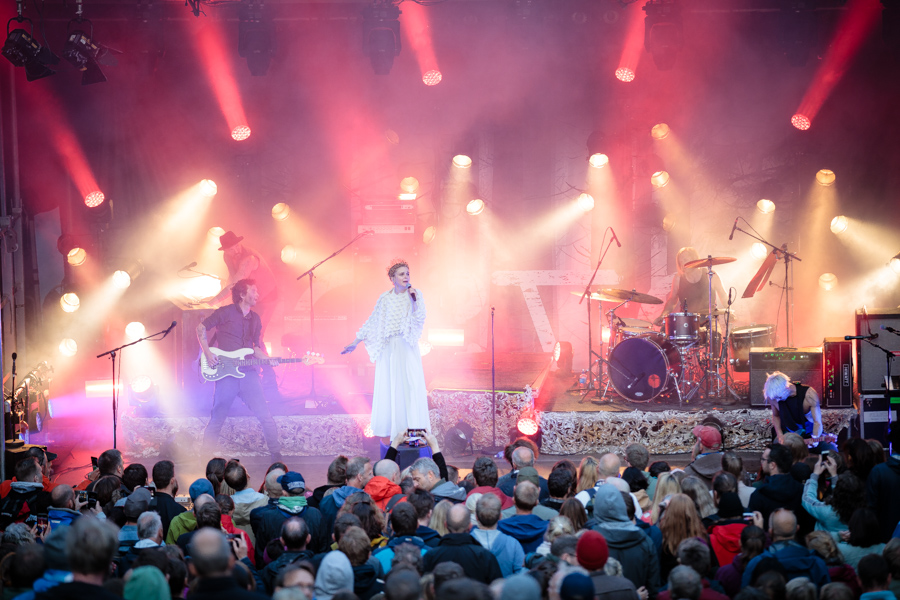
Gåte en 2018

En 2017, soit douze ans après le concert des adieux, Gåte annonce son retour sur scène et dans les bacs à musique. Gunnhild est de la partie ainsi que son frère Sveinung. Outre les  Sundli, le groupe reformé revient en trio, avec leur guitariste de toujours, Magnus Børmark. Aux trois membres d'origine s'ajoutent deux nouvelles recrues : Mats Paulsen, aux commandes des basse et claviers, et Jon Even Schärer à la batterie et aux percussions. D'anciens titres sont retravaillés et de nouvelles musiques voient le jour. Le groupe dans sa nouvelle mouture reprend le chemin des studios d'enregistrement et des tournées. Le 3 décembre 2021 sort l'album Nord. En 2023, son frère et cofondateur du groupe Gåte, Sveinung Sundli, annonce vouloir tourner la page pour se consacrer à sa famille et quitte le groupe. Pour la tournée d'automne 2003, il se fait remplacer par John Stenersen, musicien du groupe Warduna. Gåte décide que le spectacle doit continuer et Gunnhild part en tournée avec le groupe recomposé.

## Théâtre

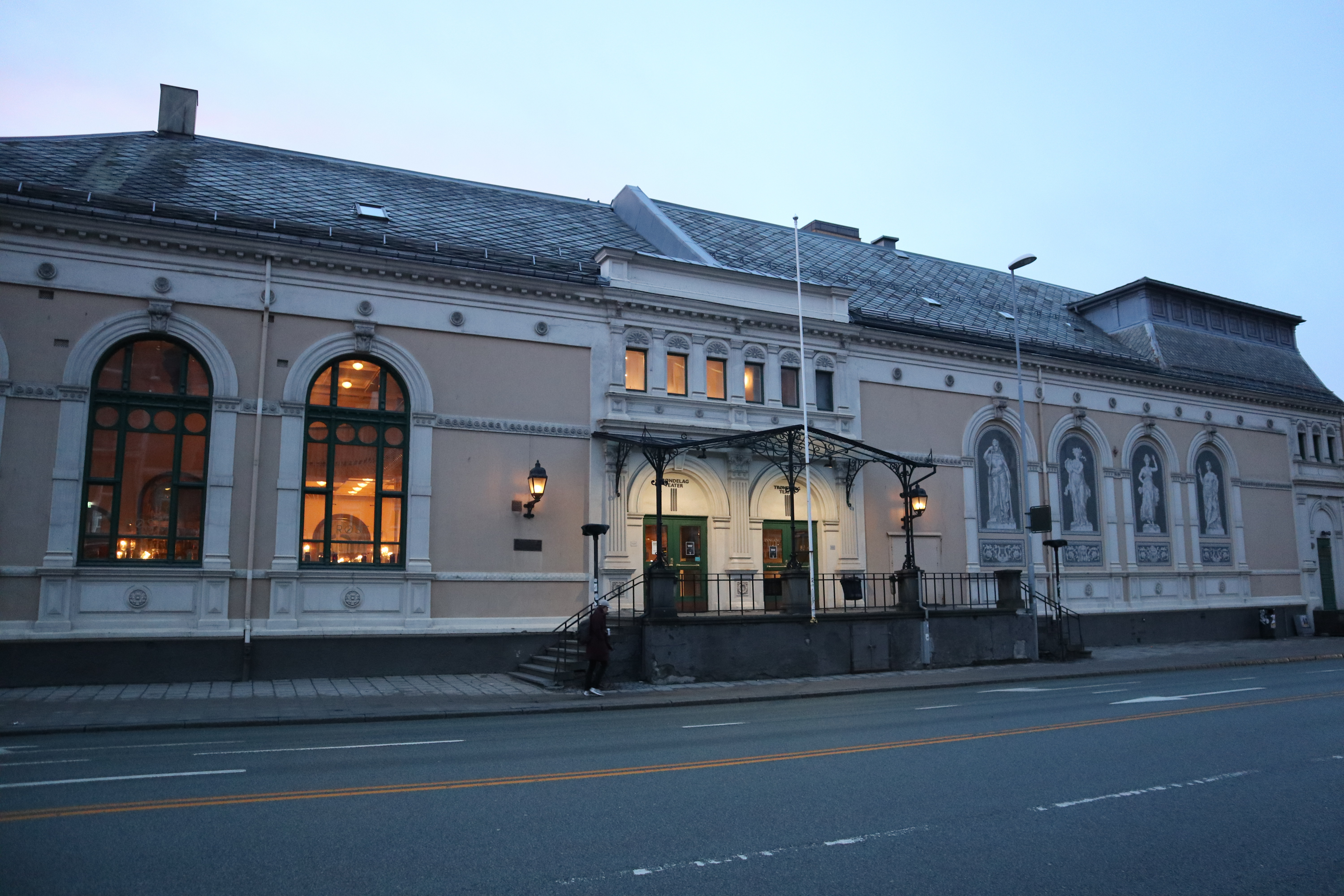
Trøndelag Teater à Trondheim

En février 2006, elle fait ses débuts sur les planches théâtrales dans la pièce de cabaret Café Isogaisa de Hans Rotmo. Elle se produit en juin avec le rôle d'Anna dans la pièce Korsvikaspillet de Trondheim. En août, elle joue Lucie Nilsdatter Gyldenløve dans la pièce d'opéra Olav Engelbrektsson au Steinvikholm, avant de participer à la pièce inspirée des sagas Raud Vinter à Levanger en septembre 2006,.
En 2007, elle joue dans Mellom himmel og helvete  (« entre les cieux et les enfers ») une coproduction Kulta Produksjoner et Teater Vest. La même année, elle s'installe au Trøndelag Teater.  En janvier 2007, elle incarne le rôle de Pepita dans Taube, une pièce de cabaret fondée sur la musique et la poésie d'Evert Taube. Au même théâtre, le 27 octobre 2007, elle campe le rôle de Hedvig Ekdal dans Vildanden (« le canard sauvage ») de Henrik Ibsen. Pour l'année  2008, en janvier Den siste viking (« le dernier viking ») de Terje Mærli, en mars  Kasimir & Karolinen de Catrine Telle et en fin d'année Jul i Prøysenland (« Noël au pays des chansons du prix Prøysen ») d'Erlend Samnøen. En 2009, toujours au Trondelag Teater, Gunnhild Sundli enchaîne les rôles : en janvier  Frida Folldal dans John Gabriel Borkman de Bentein Baardson, en septembre  la fille de Leonora Vielgeschrey dans Den stundesløse (« l'intemporel ») de Bentein Baardson et en novembre le rôle de Lea Karlsbru dans la pièce Tyskertøs (« poufiasse d'Allemande ») de Nora Evensen, adaptée du roman de Willy Ustad.
Dans les années 2010, Gunnhild Sundli se produit dans : Spring Awakening (avril 2010) de Kjersti Haugen d'après une comédie musicale de Steven Sater (scénario et paroles) et Duncan Sheik (musique) du même titre, elle-même inspirée d'une tragédie pour enfants de Frank Wederkind, FrülingsErwachen ; en septembre 2011, elle campe le rôle de Lucy dans Tolvskillingsoperaen (« l'opéra de douze schillings ») de Gabor Zsambeki, d'après l'œuvre de Berthold Brecht, Die Dreigroschenoper (« l'opéra de quatre sous ») ; en mars 2012, Gunnhild Sundli est Crissy dans la version norvégienne de la comédie musicale de Broadway Hair de Gerome Ragni et James Rado (scénario et paroles) et Galt MacDermot (musique) par le metteur en scène, Carl Jørgen Kiønig.

## Discographie

### Carrière solo

#### Album
- 2013 : Tankerop (EMI)[24]

#### Singles
- 2012 : Gi mæ fred[51]
- 2012 : Du e nær[52]

### Avec Gåte

#### Albums et EP
- 2000 : Gåte[53]
- 2002 : Gåte EP[18]
- 2002 : Jygri[12]
- 2003 : Statt opp[19]
- 2004 : Iselilja[14]
- 2006 : Liva[21]
- 2018 : Svevn[54]
- 2021 : Nord[55]
- 2023 : Vandrar[56],[57]

#### Singles
- 2000 : Liti Kjersti
- 2001 : Kringelhauk
- 2002 : Bendik og Årolilja[58]
- 2002 : Til deg[59]
- 2002 : Kara tu omna[60]
- 2004 : Sjåaren[61]
- 2004 : Sjå attende[16],[17]
- 2017 : Stolt Solvår[62]
- 2017 : Rideboll og Gullborg[63]
- 2017 : Attersyn
- 2018 : Kom no Disjka (avec Jon Gjelten)[64]
- 2018 : Bannlyst
- 2023 : Svarteboka[65] (avec Djerv[b])[66]

### Autres collaborations

#### Single
- 2015 : Sæle Jolekveld[26],[27]